# Magdalena (Nuovo Messico)
Magdalena è un villaggio (village) degli Stati Uniti d'America della contea di Socorro nello Stato del Nuovo Messico. La popolazione era di 938 abitanti al censimento del 2010. Magdalena si trova 26 miglia ad ovest di Socorro.

## Geografia fisica
Magdalena è situata a 34°06′45″N 107°14′16″W (34.112596, -107.237904).
Secondo lo United States Census Bureau, la città ha una superficie totale di 16,22 km², dei quali 16,22 km² di territorio e 0 km² di acque interne (0% del totale).

## Storia
Nel 1884, il villaggio di Magdalena prese il nome dal Magdalena Peak quando fu aperto l'ufficio postale. Magdalena fu incorporata come "town" nel 1913, durante il boom minerario.
Magdalena è nota come "Trails End" a causa della linea ferroviaria che fu costruita nel 1885 da Socorro a Magdalena per trasportare bestiame, pecore, legname e minerale. Migliaia di bovini e pecore furono guidati in città (in stile cowboy) da ovest, utilizzando lo storico "Magdalena Trail". Questo metodo di trasporto del bestiame veniva utilizzato ogni anno, dal 1885 al 1916, quando il vialetto d'accesso era ufficialmente designato per legge attraverso la firma del "Grazing Homestead Act". Era continuamente in uso nel 1971. I recinti per il bestiame sono ancora intatti.
Nel 1883, circa 2,5 miglia (4,0 km) a sud di Magdalena, la miniera di Kelly fu aperta a Kelly. La miniera di Kelly produceva piombo, argento, zinco e smithsonite fino a quando i mercati crollarono. La popolazione di Kelly raggiunse quasi i 3 000 abitanti durante il boom minerario. Gli ultimi abitanti di Kelly se ne andarono nel 1947 ed oggi è una città fantasma. La Kelly Church è ancora in piedi ed è il sito di feste periodiche.

## Società

### Evoluzione demografica
Secondo il censimento del 2010, la popolazione era di 938 abitanti.

### Etnie e minoranze straniere
Secondo il censimento del 2010, la composizione etnica della città era formata dal 73,03% di bianchi, lo 0,53% di afroamericani, il 13,22% di nativi americani, lo 0,11% di asiatici, lo 0,11% di oceanici, l'8,85% di altre razze, e il 4,16% di due o più etnie. Ispanici o latinos di qualunque razza erano il 44,99% della popolazione.